# Simply the Best (canção de Black Eyed Peas)
"Simply the Best" é uma canção do grupo estadunidense de hip hop Black Eyed Peas, da cantora e compositora brasileira Anitta e do rapper dominicano El Alfa. Foi escrito por William Adams, Damien Leroy, Emmanuel Herrera Batista, Allan Pineda, Jimmy Luis Gomez, Denis Zet, Jacqueline Hucke e Jerry Ropero.

## Faixas e formatos
| Download digital |                   | |         |  |
| N.º              | Título            | Compositor(es) | Duração |  |
| 1.               | "Simply the Best" | William Adams Damien Leroy Emanuel Herrera Batista Allan Pineda Lindo Geoffrey Rojas Jimmy Luis Gomez Denis Zet Jacqueline Hucke Jerry Ropero | 3:56    |  |

## Apresentações ao vivo
O grupo cantou a música ao vivo no Festival de Sanremo de 2023.

### Desempenho nas tabelas musicais e certificações

#### Tabelas semanais
| Parada (2022-2023)                                  | Melhor posição |
| --------------------------------------------------- | -------------- |
| Argentina Anglo (Monitor Latino)                    | 7              |
| Canadá (CHR/Top 40) (Billboard)                     | 47             |
| Chile Anglo (Monitor Latino)                        | 7              |
| Colômbia Anglo (Monitor Latino)                     | 13             |
| França Airplay (SNLP)                               | 50             |
| França Club 40 (SNLP)                               | 9              |
| Honduras Anglo (Monitor Latino)                     | 16             |
| Hungria (Dance Top 40)                              | 16             |
| Itália (FIMI)                                       | 95             |
| Suriname (Nationale Top 40 Suriname)                | 25             |
| Estados Unidos (Dance/Electronic Songs) (Billboard) | 30             |
| Estados Unidos (Mainstream Top 40) (Billboard)      | 31             |
| Venezuela Anglo (Monitor Latino)                    | 3              |

#### Chart de fim de ano
| Parada (Final de 2023) | Melhor posição |
| ---------------------- | -------------- |
| Hungria (Dance Top 40) | 47             |

## Certificações
| Região                                                        | Certificação | Vendas  |
| ------------------------------------------------------------- | ------------ | ------- |
| Itália (FIMI)                                                 | Gold         | 50,000‡ |
| ‡vendas+valores de streaming baseados somente na certificação |              |         |